# Pedicia (Amalopis) depressiloba
Pedicia (Amalopis) depressiloba is een tweevleugelige uit de familie Pediciidae. De soort komt voor in het Palearctisch gebied.